# 舒瓦瑟尔 (圣卢西亚)
舒瓦瑟爾（英語：Choiseul）是加勒比海島國聖盧西亞舒瓦瑟爾區的一個村莊，位於該島西南海岸，該城鎮由法國人建立於18世紀，得名於舒瓦瑟爾公爵，海拔高度58米，2005年人口6,323人。
今天，舒瓦瑟爾以當地工藝而聞名，如草墊、椅子、煤鍋和編織籃子。
1. ↑  .   [17 March 2017]. （原始内容存档于2012-09-19）.
2. ↑  .   [17 March 2017]. （原始内容存档于2018-04-16）.